# Dettopsomyia preciosa
Dettopsomyia preciosa är en tvåvingeart som först beskrevs av Meijere 1911.  Dettopsomyia preciosa ingår i släktet Dettopsomyia och familjen daggflugor. Inga underarter finns listade i Catalogue of Life.